# サン・シティ・ガールズ
サン・シティ・ガールズ（Sun City Girls）は、1982年、アメリカ合衆国アリゾナ州のフェニックスで結成されたロック・バンドである。

## 略歴
当初はパンクバンドとして活動していたが、サーフロック、世界各地の民族音楽、フリー・インプロヴィゼーション、サイケデリック等を取り入れた独自のサウンドを確立する。これまでに自主レーベルである「Abduction」の他、80作以上に上る膨大な作品群を様々なレーベルから発表している。
1984年、デビュー作『Sun City Girls』をリリース。
2007年、メンバーのチャールズ・ゴーチャーの死去により活動を停止。2008年より、過去の作品のリイシューを残りのメンバー2人によって開始。
メンバーのアラン・ビスホップは世界各地の民族音楽収集家であり、主にそれらをリリースするために作られたレーベル「Sublime Frequencies」のオーナーも務める。
また、リチャード・ビスホップは「Sir Richard Bishop」名義でソロ活動を活発に行っている。

## メンバー
メンバーは3人。
- アラン・ビスホップ (Alan Bishop) - ベース、ボーカル
- リチャード・ビスホップ (Richard Bishop) - ギター、ピアノ
- チャールズ・ゴーチャー (Charles Gocher) - ドラム

## ディスコグラフィ

### スタジオ・アルバム
- Sun City Girls (1984年、Placebo)
- Grotto of Miracles (1986年、Placebo)
- Horse Cock Phepner (1987年、Placebo)
- Torch of the Mystics (1990年、Majora)
- Dawn of the Devi (1991年、Majora)
- Valentines From Matahari (1993年、Majora)
- Kaliflower (1993年、Abduction)
- Jacks Creek (1994年、Abduction)
- Dante's Disneyland Inferno (1996年、Abduction)
- 330,003 Crossdressers From Beyond the Rig Veda (1996年、Abduction)
- Funeral Mariachi (2010年、Abduction)